# L'ombra (film 1920)
L'ombra è un film del 1920 diretto da Roberto Roberti.